# Peter Van den Begin
Peter Van den Begin (ur. 25 października 1964 w Berchem) – belgijski scenarzysta oraz aktor filmowy i telewizyjny.
Jego najbardziej znaną kreacją filmową jest rola Marka w dramacie Cudze Szczęście.
Jednak największą popularność zawdzięcza kreacji Raymonda Van Mehlena. Bezwzględnego przywódcy sutenerskiego gangu w kontrowersyjnym serialu Matrioszki.

## Filmografia
- 1995: Hoogste tijd jako Etienne Post
- 1996: Alles moet weg jako Andreeke
- 1998: Dief! jako George
- 2000: Plop in de wolken jako Goblin Jeuk
- 2000: Bruxelles mon amour jako Jens
- 2000: Maria
- 2001: Verlossing, De jako Johnny
- 2003: Verder dan de maan jako Kneutje
- 2003: Team Spirit 2 jako Eddy
- 2004: 10 jaar leuven kort
- 2005: Vet hard jako Vuk
- 2005: Gilles jako Scheidsrechter
- 2005: Cudze szczęście jako Mark
- 2005: Als 't maar beweegt jako Frans Gheysen(Scenariusz)
- 2005: Matrioszki jako Raymond Van Mehlen
- 2007: Matroesjka's 2 jako Raymond Van Mehlen
- 2008: Wit licht jako Francois